# 烃基
烴基在化学指只含碳、氢两种原子的官能团，可看作是相应的烃失去一或多粒氢原子剩下的自由基。

## 分类
- 非芳香烃基
  - 饱和烃基
    - 无环烷基
    - 环烷基

  - 不饱和烃基
- 芳香烃基
  - 单环芳烃基
  - 稠环芳烃基